# Massimo Dallamano
Massimo Dallamano (Milano, 17 aprile 1917 – Roma, 4 novembre 1976) è stato un regista e direttore della fotografia italiano.
Nei crediti di alcuni film compare con gli pseudonimi Max Dillman o Max Dillmann.

## Biografia
Inizia l'attività come aiuto operatore alla cinepresa, poi come operatore in alcuni documentari. Nel 1945 si trova a Milano con il regista Gianni Vernuccio, a Piazzale Loreto, ed ha la possibilità di filmare il cadavere di Benito Mussolini, con la Petacci e gli altri gerarchi fucilati a Dongo. Nel dopoguerra Dallamano entrò nel mondo del cinema come direttore della fotografia e in questa veste partecipò anche ai primi due spaghetti-western di Sergio Leone, Per un pugno di dollari e Per qualche dollaro in più, con lo pseudonimo Jack Dalmas.
Esordì nella regia nel 1968, dirigendo lo spaghetti-western Bandidos. In seguito diresse La morte non ha sesso e Il dio chiamato Dorian. Nel 1969 girò Venere in pelliccia, film molto censurato che uscì in Italia solo nel 1973, con il titolo Venere nuda, per essere infine riedito con il titolo Le malizie di Venere, ampiamente tagliato. Dopo questo film Dallamano girò il giallo Cosa avete fatto a Solange?, ambientato a Londra.
Nella capitale inglese girò anche il poliziesco Si può essere più bastardi dell'ispettore Cliff?, poi diresse due drammi erotici, Innocenza e turbamento e La fine dell'innocenza. Tornò al poliziesco, contaminandolo con il giallo, con La polizia chiede aiuto. Nel 1975 diresse Il medaglione insanguinato, poi l'anno dopo Quelli della calibro 38, che fu il suo ultimo film. Dallamano morì in un incidente stradale alla fine delle riprese del film. Aveva 59 anni.

## Filmografia

### Regista
- Bandidos (1968) come Max Dillman[1]
- La morte non ha sesso (1968)
- Il dio chiamato Dorian (1970)
- Venere in pelliccia (1969) (rititolato Venere nuda, poi Le malizie di Venere) come Max Dillmann[2]
- Cosa avete fatto a Solange? (1972)
- Si può essere più bastardi dell'ispettore Cliff? (1973)
- Innocenza e turbamento (1974)
- La polizia chiede aiuto (1975)
- Il medaglione insanguinato (1975)
- La fine dell'innocenza (1976)
- Quelli della calibro 38 (1976)

### Direttore della fotografia
- Inquietudine, regia di Vittorio Carpignano e Emilio Cordero (1946)
- I Piombi di Venezia, regia di Gian Paolo Callegari (1953)
- La vendetta dei Tughs, regia di Gian Paolo Callegari e Ralph Murphy (1954)
- Le notti di Lucrezia Borgia, regia di Sergio Grieco (1959)
- I cosacchi, regia di Giorgio Rivalta e Viktor Turžanskij (1960)
- America di notte, regia di Carlos Alberto de Souza Barros e Giuseppe Maria Scotese (1961)
- Per un pugno di dollari, regia di Sergio Leone (1964)
- Per qualche dollaro in più, regia di Sergio Leone (1965)

### Sceneggiatore
- La linea del fiume (1975)
- Enigma rosso, regia di Alberto Negrin (1978)